# Agrezio
Agrezio (in latino Agroecius o Agroetius; fl. V secolo) è stato un grammatico e vescovo romano del V secolo che fu vescovo di Sens.

## Biografia
Fu autore di un testo giuntoci, De Orthographia et Differentia Sermonis, che doveva servire a completare un'opera sullo stesso soggetto di Flavio Capro. Fu scritta verso il 450, e dedicata al vescovo Eucherio di Lione, che apparentemente aveva in precedenza dato ad Agroecius una copiadel lavoro di Flavio Capro.
Si suppone che sia vissuto nella metà del V secolo.
La sua opera è stata ristampata in Putschius' Grammaticae Latinae Auctores Antiqui, pp. 2266—2275.
Fu destinatario di una lettera, giuntaci, di Sidonio Apollinare, che cercò l'aiuto di Agrezio nella disputa su chi dovesse succedere nella sede vescovile di Bourges che nel 470 era rimasta vacante.
Agroecius si recò a Bourges per portare il suo aiuto, ed è probabilmente a lui che ci si riferisce, anche se non se ne fa il nome, in un'altra lettera di Apollinare che parla di un vescovo di grande eloquenza e sapienza.
Nello stesso tempo ci fu anche un altro vescovo "Agrycius", destinatario di una lettera di Salviano che si scusa per il suo comportamento irrispettoso, e che generalmente si ritiene che sia indirizzata a questo Agroecius.
Era forse un discendente del retore Censorio Attico.